# Eric Grönqvist
Oscar Eric Grönqvist, född 8 februari 1923 i Skeppsholms församling, Stockholm, död 15 februari 1979 i Bergsjö församling, Gävleborgs län, var en svensk präst.
Grönqvist, som var teologie kandidat, blev kyrkoadjunkt i Hälsingtuna, Högs och Ilsbo församlingar 1952, kyrkoherde i Bergsjö församling 1962 och kontraktsprost i Nordanstigs kontrakt 1976. Han skrev Bergsjöbygden 25 år (i "Hälsingerunor", 1970). Han ligger begravd på Norra begravningsplatsen i Stockholm.